# Якунька
Якунька — река в России, протекает по Прилузскому району Республики Коми. Устье реки находится в 80 км по левому берегу реки Сокся. Длина реки составляет 17 км.
Исток реки в лесном массиве на Северных Увалах в 13 км к северо-западу от села Летка. Рядом с истоком Иван-Вожа находятся верховья реки Гостиладор, здесь проходит глобальный водораздел между бассейнами Волги и Северной Двины. Течёт на северо-запад, всё течение проходит по ненаселённому холмистому лесному массиву. Впадает в Соксю в 16 км к юго-западу от деревни Ловля. Ширина реки не превышает 10 м.

## Данные водного реестра
По данным государственного водного реестра России и геоинформационной системы водохозяйственного районирования территории РФ, подготовленной Федеральным агентством водных ресурсов:
- Бассейновый округ — Двинско-Печорский
- Речной бассейн — Северная Двина
- Речной подбассейн — Малая Северная Двина
- Водохозяйственный участок — Юг
- Код водного объекта — 03020100212103000011931